# MGM-13 Mace
Il Martin MGM-13 Mace è un missile da crociera sviluppato dall'MGM-1 Matador, da cui differisce per la forma, per la maggiore portata e per un nuovo sistema di guida.

## Caratteristiche
Il nuovo sistema di guida che venne installato nell'MGM-13 fu l'ATRAN (Automatic Terrain Recognition And Navigation) che, oltre ad essere più resistente alle manipolazioni esterne nemiche rispetto ai sistemi di guida montati nell'MGM-1, usava un nuovo metodo per dirigere il missile verso il bersaglio. Venivano infatti caricate immagini satellitari (che comunque erano difficilmente reperibili negli anni cinquanta) direttamente nel missile, il quale le usava per orientarsi fino a destinazione.
Nella versione TM-76B l'ATRAN venne sostituito da un sistema di navigazione inerziale.

## Storia
| 1958          | 1963            | 1964            |
| TM-76A TM-76B | MGM-13B CGM-13C | MGM-13A CGM-13B |

I primi esemplari di YTM-61B del Matador vennero provati nel 1956, e siccome differivano parecchio dal progetto originario, venne attribuito loro il nuovo nome di TM-76A Mace due anni più tardi.

La nuova versione TM-76B arrivò nel 1959, anche se i primi lanci furono eseguiti solo un anno dopo. Nel 1963 l'USAF cambiò nome al missile in MGM-13B da TM-76A e CGM-13C da TM-76B, ma siccome si generò qualche confusione con le nuove lettere, nel 1964 si cambiò ancora denominazione: la versione MGM-13B diventò MGM-13A, e la CGM-13C adottò la sigla CGM-13B.
Nel 1966 tutti gli MGM-13A vennero ritirati, e nel 1971 gli esemplari rimasti furono convertiti nel ruolo di bersagli volanti, ovviamente senza testata nucleare.